# Danilo Kulinyak
Danilo Kulinyak (em ucraniano:  Дани́ло Іва́нович Кулиня́к; 2 de abril de 1948 — Irpin, 5 de janeiro de 2016) foi um poeta, novelista, jornalista, ensaísta, historiador e ecólogo ucraniano.